# Lysandra cincta
Lysandra cincta är en fjärilsart som beskrevs av Tutt 1910. Lysandra cincta ingår i släktet Lysandra och familjen juvelvingar. Inga underarter finns listade i Catalogue of Life.